# Godfried II van Gâtinais
Godfried II Ferréol van Gâtinais (overleden op een 30 april tussen 1042 en 1045) was van circa 1028/1030 tot aan zijn dood graaf van Gâtinais.

## Levensloop
Godfried II was een zoon van Hugo van Perche uit diens huwelijk met Beatrix, dochter van graaf Alberik II van Mâcon. Zijn moeder was eerder gehuwd met graaf Godfried I van Gâtinais, met wie ze een zoon Alberik had. 
Na de dood van zijn halfbroer Alberik werd Godfried II tussen 1028 en 1030 graaf van Gâtinais. Over zijn regeerperiode is zo goed als niets bekend. Uit een schenkingsoorkonde van zijn zonen blijkt dat hij overleed op een 30 april. Zijn precieze sterfjaar is onbekend, maar wellicht stierf hij tussen 1042 en 1045.
Godfried II was gehuwd met Ermengarde van Anjou (1018-1076), een dochter van graaf Fulco III van Anjou. Ze kregen twee zonen en mogelijk een dochter:
- Godfried III (1040-1097), graaf van Gâtinais en Anjou
- Fulco IV (1043-1109), graaf van Gâtinais en Anjou
- Hildegard, huwde met heer Jocelin I van Courtenay

Na zijn dood hertrouwde Ermengarde in 1047 met hertog Robert I van Bourgondië. Als overgrootvader van graaf Godfried V van Anjou was Godfried II eveneens een stamvader van het huis Plantagenet, dat drie eeuwen lang over Engeland regeerde.